# Androy
Androy é uma região de Madagáscar localizada na província de Toliara. Sua capital é a cidade de Ambovombe. Possui população estimada de 476.600 habitantes (2004) e área de 19.317 km².
A região têm 4 distritos:
- Ambovombe
- Bekily
- Beloha
- Tsiombe